# Gerda Mieß

Gerda Mieß (n. 4 ianuarie 1896, Bistrița - d. 1954, Cisnădie, Județul Sibiu) a fost o poetă germană din Transilvania.

## Biografie
A început să scrie poezii din copilărie, poezii pe care le-a distrus mai târziu.
La scurt timp după absolvirea gimnaziului s-a căsătorit cu farmacistul Julius Herbert și s-a mutat la Cisnădie. 
Soțul ei a murit de tânăr, iar cei doi fii ai lor nu s-au mai întors din al Doilea Război Mondial.
În volumul Volk an der Grenze - Gedichte, volum colectiv de versuri redactat de Langer Norbert, apărut la editura Eugen Diederichs Verlag, Jena, 1937, a apărut și poezia An der unteren Donau (La Dunărea de Jos) de Gerda Mieß.
În anul 1939, a publicat în revista Klingsor poezia Ich pflücke Johannisbeeren (Culeg coacăze) iar în 1942 a publicat într-un almanah („Jahrbuch“) transilvănean poezia Heimat im Herbst (Ținutul natal toamna).
A continuat să scrie poezii, dar în timpul vieții nu a mai reușit să le publice. 
În 1991, în Austria a apărut almanahul Herzhafter Hauskalender 1991 - 40. Jahrgang - Dichtungen aus unserem Herzland Siebenbürgen, în care pe lângă alți poeți din Transilvania, apare și Gerda Mieß cu poezia Ein Laken.

## Lucrări
- Gedichte (Poezii), redactate de Stefan Sienerth, Editura Kriterion, București, 1987